# 군산근대역사박물관
군산근대역사박물관은 전북특별자치도 군산시에 있는 역사 박물관이다.

## 연혁
- 2011년 9월 30일 개관